# Куса (округ, Алабама)
Шаблон:StateAbbr_ 32°56′11″ пн. ш. 86°14′47″ зх. д. / 32.936388888889° пн. ш. 86.246388888889° зх. д.
 Ку́са (англ. Coosa County) — округ (графство) у штаті Алабама. Ідентифікатор округу 01037. Окружний центр — містечко Рокфорд .

## Історія
Округ утворений 1832 року.

## Демографія
За даними перепису 2000 року 
загальне населення округу становило 12202 осіб, зокрема міського населення було 317, а сільського — 11885.
Серед мешканців округу чоловіків було 6232, а жінок — 5970. В окрузі було 4682 домогосподарства, 3407 родин, які мешкали в 6142 будинках.
Середній розмір родини становив 2,98.
Віковий розподіл населення поданий у таблиці:
| Стать    | До 15 років | 15-21 | 22-29 | 30-39 | 40-49 | 50-65 | 65-85 | Понад 85 |
| -------- | ----------- | ----- | ----- | ----- | ----- | ----- | ----- | -------- |
| Чоловіки | 1277        | 569   | 653   | 1005  | 966   | 989   | 709   | 64       |
| Жінки    | 1124        | 546   | 553   | 812   | 867   | 1080  | 859   | 129      |

На 1 квітня 2010 року населення округу становило 11 539 осіб. Населення за 10 років зменшилося на 5 %.

## Суміжні округи
- Талладіга — північ
- Клей — північний схід
- Таллапуса — схід
- Елмор — південь
- Чилтон — захід
- Шелбі — північний захід

## Виноски
1. ↑  U.S. Decennial Census. United States Census Bureau. Архів оригіналу за 26 квітня 2015. Процитовано 22 серпня 2015.
2. ↑  Historical Census Browser. University of Virginia Library. Архів оригіналу за 16 серпня 2012. Процитовано 22 серпня 2015.
3. ↑  Forstall, Richard L., ред. (24 березня 1995). Population of Counties by Decennial Census: 1900 to 1990. United States Census Bureau. Архів оригіналу за 24 вересня 2015. Процитовано 22 серпня 2015.
4. ↑  Census 2000 PHC-T-4. Ranking Tables for Counties: 1990 and 2000 (PDF). United States Census Bureau. 2 квітня 2001. Архів оригіналу (PDF) за 18 грудня 2014. Процитовано 22 серпня 2015.
5. ↑  State & County QuickFacts. United States Census Bureau. Архів оригіналу за 17 травня 2014. Процитовано 16 травня 2014.(англ.) Наведено за англійською вікіпедією.
6. ↑  American FactFinder. Бюро перепису населення США. Архів оригіналу за 29 липня 2011. Процитовано 31 січня 2008.
7. ↑  Куса на сайті «Open-Public-Records»(англ.)

| США | Це незавершена стаття з географії США. Ви можете допомогти проєкту, виправивши або дописавши її. |